# Marek (syn Bazyliskusa)
Marek (łac. Flavius Marcus Augustus, zm. po sierpniu 476) – bizantyński współcesarz w okresie swojego ojca Bazyliskusa w okresie 475-476.

## Życiorys
Był synem Zenonis i Bazyliskusa, który przejął władzę obalając na krótko cesarza Zenona. W 475 został proklamowany cezarem, Następnie został wyniesiony do godności augusta. W sierpniu 476 kiedy cesarz Zenon powrócił do Konstantynopola i zesłał Marka wraz z ojcem do Kapadocji, gdzie umarł śmiercią głodową.